# Pauline Casters
Pauline Casters est une illustratrice française pour la jeunesse et dessinatrice de bande dessinée.